# در روز خوب در روز بد
در روز خوب در روز بد (به ترکی استانبولی: İyi Günde Kötü Günde)، تولید او۳ مدیا، یک سریال کمدی به زبان ترکی به کارگردانی متین بالک‌اغلو است که فیلمنامه آن را آکسل بنفیل و پلین کارامهمت‌اغلو با هم نوشتند و از استار تی‌وی پخش می‌شود.

## داستان
لیلا (الچین سانگو) روزی که با مرد مورد علاقه خود کنار گذاشته می‌شود، درد رها شدن در سفره عقد را تجربه می‌کند. علاوه بر این، لیلا همچنین باید عروسی سارپ (مهمت اوزان دولونای) محبوب خود را با ملیسا (یاسمین آلن) ترتیب دهد.

## بازیگران
- الچین سانگو - لیلا
- مهمت اوزان دولونای - سارپ
- یاسمین آلن - ملیسا
- شنای گورلر - اصلیهان
- دریا آلابورا - مرال
- نرگس کومباسار - پریحان
- هاکان سالینمیش - هلیل
- سینان آلبایراک - بولنت
- علی یاعجی - آردا
- دنیز ایشین - سدا
- توگای اردوغان - جان
- هانده ییلماز - یاسمین

## بررسی اجمالی
| فصل | قسمت‌ها | قسمت‌ها | تاریخ اصلی روی آنتن رفتن | تاریخ اصلی روی آنتن رفتن | تاریخ اصلی روی آنتن رفتن |
| فصل | قسمت‌ها | قسمت‌ها | اولین بار                | آخرین بار                | شبکه                     |
| --- | ------ | ------ | ------------------------ | ------------------------ | ------------------------ |
| ۱   | ۶      | ۶      | ۱۲ سپتامبر ۲۰۲۰          | ۱۷ اکتبر ۲۰۲۰            | استار تی‌وی               |